# 1964 v loďstvech
Tento článek obsahuje významné události v oblasti loďstev v roce 1964.

## Lodě vstoupivší do služby
- 23. února –  Andrea Doria (C553) – vrtulníkový křižník třídy Andrea Doria

- 1. března –  La Combattante (P730) – hlídkový člun

- 23. března –  Hamburg (D 181) – torpédoborec stejnojmenné třídy

- 4. dubna –  USS Dace (SSN-607) – ponorka třídy Thresher

- 9. dubna –  HMS Aurora (F10) – fregata Typu 12I Leander

- 17. dubna –  HMS Zulu (F124) – fregata Typu 81 Tribal

- 25. dubna –  HMS Galatea (F18) – fregata Typu 12I Leander

- 18. května –  Bayandor (F25) – korveta třídy Bayandor

- 21. května –  Flore (S-645) – ponorka třídy Daphné

- 26. května –  USS Pollack (SSN-603) – ponorka třídy Thresher

- 1. června –  Daphné (S-641) – ponorka stejnojmenné třídy

- 1. června –  PNS Ghazi – ponorka třídy Tench[1]

- 10. června –  Minerve (S-647) – ponorka třídy Daphné

- 20. června –  Diane (S-642) – ponorka třídy Daphné

- 22. července –  Naghdi (F26) – korveta třídy Bayandor

- 25. července –  Galatée (S-646) – ponorka třídy Daphné

- 28. července –  Intrepido (D 571) – torpédoborec třídy Impavido

- 26. srpna –  Doris (S-643) – ponorka třídy Daphné

- září –  Eurydice (S-644) – ponorka třídy Daphné

- 16. září –  HMS Euryalus (F15) – fregata Typu 12I Leander

- 12. října –  Schleswig Holstein (D 182) – torpédoborec třídy Hamburg

- 17. listopadu –  USS Tinosa (SSN-606) – ponorka třídy Thresher

- 30. listopadu –  Caio Duilio (C 554) – vrtulníkový křižník třídy Andrea Doria

- 16. prosince –  USS Haddo (SSN-604) – ponorka třídy Thresher